# Sala III na Wawelu
III sala zbrojowni Zamku Królewskiego na Wawelu zajmuje renesansowe wnętrze sklepione kolebkowo, z zachowanym pierwotnym portalem. Pomieszczenie służy ekspozycji broni siecznej Europy zachodniej od końca XV do początku XIX stulecia.

## Ekspozycja
W gablocie pośrodku znajduje się pełny rząd i osiodłanie konia z XVII w. zachodnioeuropejskie oraz dwa XVII-wieczne siodła i rzędy polskie.

### Ściana północna
Przy tej ścianie widnieją m.in. miecze wykopaliskowe (XII i XIII w.), półtarczoręczne z XV i XVI w. oraz elementy gotyckiego uzbrojenia ochronnego - napierśnik niemiecki (ok. 1500 r.), przyłbicę - hundsgugel (XIV w.) i włoską łebkę (koniec XV stulecia). Po drugiej stronie wejścia sztylety włoskie, hiszpańskie i niemieckie z XV - XVIII w., wśród nich leworęczne (tzw. lewaki). Inne: rapiery (XVI i XVII w.), szpady dworskie (XVII - XIX w., francuskie, wiedeńskie i włoskie, o uchwytach z dekoracją rzeźbioną, porcelanową i emaliowaną), a także dwa pałasze szkockie z końca XVIII stulecia.

### Ściana wschodnia
Na tle tej ściany umieszczono m.in. kolczugi z XVI w., miecze półtoraręczne i elementy uzbrojenia ochronnego. Znajdują się tu paradne renesansowe tarcze włoskie, przyłbice typu maksymiliańskiego (1. poł. XVI stulecia) oraz groteskowe przyłbice w formie stalowych masek z wąsami, należące do serii, którą ok. 1535 wykonano dla arcyksięcia Ferdynanda Tyrolskiego. Nad gablotą widnieje chorągiew króla Stanisława Leszczyńskiego, przerobiona następnie na chorągiew jego konkurenta w walce o tron - Augusta II Mocnego.

### Ściana południowa
Gabloty przy tej ścianie mieszczą głównie zespół paradnych rapierów hiszpańskich mi włoskich z XVI i XVII w., o rękojeściach z dekoracją rzeźbioną, trawioną, złoconą, a także inkrustowaną złotem i srebrem. Wśród nich tzw. schiavony z koszyczkową ochroną rękojeści, używane przez Słowian, wynajmowanych do służby przez Rzeczpospolitą Wenecką oraz rapiery hiszpańskie z rękojeściami dzwonowymi, służące głównie do pojedynków. Znajduje się tu również kilka okazów mieczy niemieckich z końca XVI w. oraz włoskie hełmy (tzw. moriony), noszone od XVI - pocz. XVII w. przez oddziały piesze.

### Ściana zachodnia
Przy tej ścianie znajdują się m.in. części husarskiego uzbrojenia ochronnego z XVII w.: szyszaki, napierśnik, a także polski koncerz z głową Turka (1 poł. XVIII w.). Ze zbiorów Izabeli Czartoryskiej w Puławach pochodzi chorągiew nagrobna wojewody krakowskiego Barziego (1571), pierwotnie przechowywana w katedrze. Drug gablota zawiera dwa turbanowe szyszaki karacenowe z XVII stulecia, dwie cenne szable z końca XVI w. – polska batorówka i ormiańska tzw. czeczuga oraz współczesne imitacje hełmów, tzw. kapaliny. Pamiątką historyczną jest głownia szabli hetmana wielkiego koronnego Stanisława Jabłonowskiego, uczestnika bitwy pod Wiedniem w 1683 r.